# Linjetaktik

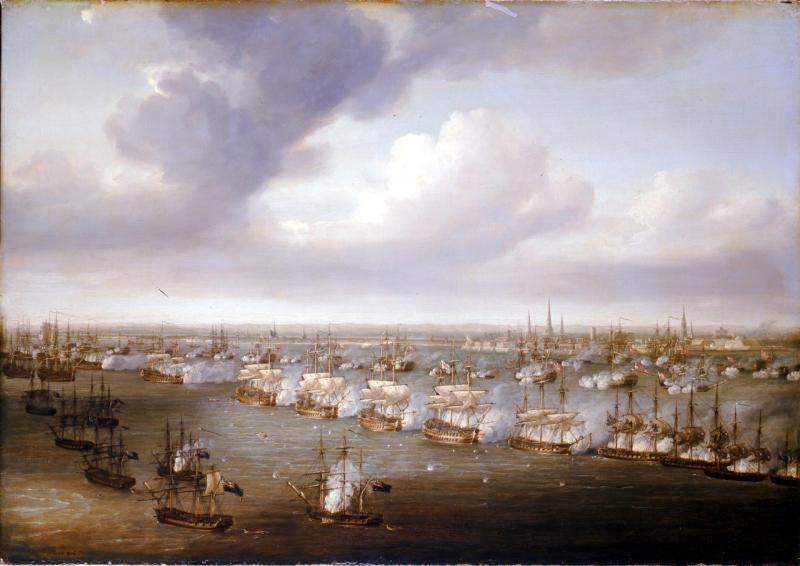
Brittiska och danska skepp i linjeformtion vid slaget vid Köpenhamn 1801.

Linjetaktik är en taktik inom sjökrigföring där fartyg formeras i en rak linje för mot akter. Fartygens bredsidor riktas mot fienden och genom att hålla samman linjen försöker man att skada eller sänka motståndarens skepp eller få honom att ge upp. Om motståndarsidan formerar en linje är målet att bryta den eller att försöka omsluta den på två sidor och därmed utsätta den för så kallad dubblerad eld.
Fram till mitten av 1600-talet dominerade den så kallade melee-taktiken (av franskans mêlée, ungefär "strid(svimmel)", av verbet mêler, "blanda") som gick ut på att sjöstrider huvudsakligen utkämpades mellan enskilda fartyg, eller som mest mellan små grupper på runt tre fartyg. Linjetaktiken tillämpades för första gången av Maarten Tromp i sjöslaget vid The Downs 1639. Melee-taktiken fokuserade på att besegra motståndare genom att gå in för närkamp mellan besättningarna, borda och därmed erövra fiendefartyg, medan linjetaktiken var inriktad på att först och främst oskadliggöra eller sänka en motståndare genom eldkraft.
Linjetaktiken kom att dominera samtliga av de större seglande flottorna i Europa och Nordamerika under resten av den tidigmoderna perioden. Den fortsatte att tillämpas även efter att man uppfunnit bepansrade ångfartyg och användes i stor skala för sista gången under första världskriget i slaget vid Jylland 1916.